# Cordillera de la Punilla
La cordillera de la Punilla es un cordón de montañas situado en la Región de Coquimbo.
Se extiende hacia el NW desde el extremo NW de la cordillera de Doña Ana entre el origen del río El Carmen y el origen del río Turbio (Elqui).: 711 
El portezuelo de la Punilla permite el paso entre el río Primero de la cuenca del río Huasco y el río Guanta de la cuenca del río Elqui.

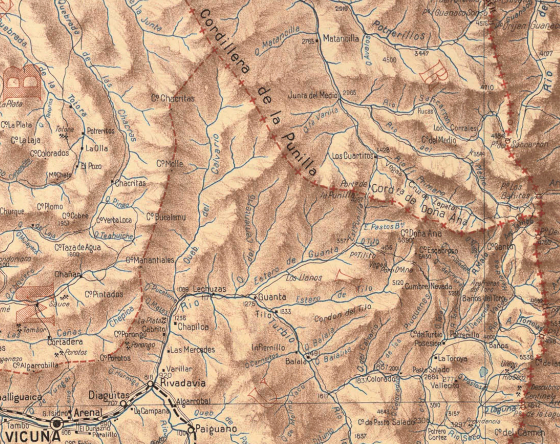
La cordillera de Doña Ana y la cordillera de la Punilla al noreste de la ciudad de Vicuña (Chile), en el mapa de Chile de 1910, página 16 de Luis Risopatrón.
++++o Límite internacional (o son los hitos).
+-+-+ Límite provincial.
----- Límite departamental.